# David Nicolson
David Nicolson (n. 20 septembrie 1922 – d. 19 iulie 1996) a fost un om politic britanic, membru al Parlamentului European în perioada 1979-1984 din partea Regatului Unit. 
1. ↑  Deputații în Parlamentul European